# سايدو باري
سايدو باري (ولد في 11 مارس 1999 في نواكشوط، موريتانيا) لاعب كرة قدم موريتاني يجيد اللعب في مركز الجناح الأيمن وأيضا الجناح الأيسر. يلعب حاليا لصالح البديع البحريني منذ 2022.